# Белова, Ольга Владиславовна
О́льга Владисла́вовна Бело́ва (род. 8 мая 1960, Москва) — российский этнолингвист, текстолог, фольклорист-славянист. Доктор филологических наук (2006). Главный научный сотрудник Отдела этнолингвистики и фольклора Института славяноведения РАН. С 2011 года — главный редактор научного журнала по фольклористике «Живая старина».

## Биография
В 1983 году окончила филологический факультет МГУ. В 1996 году защитила диссертацию кандидата филологических наук по теме «Названия и символика животных в памятниках восточно- и южнославянской книжности XII—XVII вв.» (10.02.03 — славянские языки) под научным руководством академика Н. И. Толстого. В 2006 году в Институте славяноведения защитила диссертацию на соискание учёной степени доктора филологических наук по теме «Этнические стереотипы по данным языка и народной культуры славян: Этнолингвистическое исследование» (10.02.03 — славянские языки).
Работает в Институте славяноведения с 1994 года. Вначале — младший научный сотрудник, затем — старший научный сотрудник, ведущий научный сотрудник. Ныне является главным научным сотрудником Отдела этнолингвистики и фольклора Института славяноведения РАН.
В прошлом — член Вольного исторического общества.

## Научная деятельность
В сферу научных интересов входят фольклор, в том числе славянский фольклор, этнолингвистика, традиционная духовная культура, этнокультурные стереотипы, «народная Библия», фольклор культурного пограничья. О. В. Белова является исследователем памятников средневековой славянской книжности, славянского фольклора и этнокультурных контактов. В сферу её изучения входят бестиарии, травники, лечебники, азбуковники и другие письменные памятники; этнокультурные стереотипы в картине мира славянских народов. Результаты проведённых О. В. Беловой исследований формирования и бытования «народной Библии» в славянских традициях опубликованы в составленном и прокомментированном ею сборнике текстов.

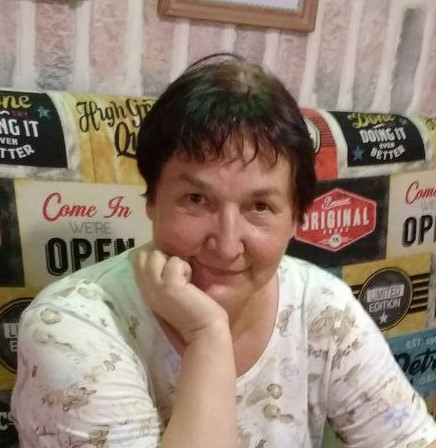

Проводила полевые исследования в регионах этнокультурных контактов: Полесье (1979—2000), Подолия (2001—2004, Винницкая и Хмельницкая области, Украина), Буковина (2004—2011, Черновицкая область, Украина), Галиция (2009—2010, Ивано-Франковская область, Украина); Понеманье (2003—2004, 2011, Гродненская область, Белоруссия), Молдавия, Бессарабия (2010—2012), Литва (2013, Биржайский район), Брянская область (2008—2012), Смоленская область (2005—2013).
Является членом Комиссии по этнолингвистике при Международном комитете славистов, участником Международных съездов славистов в 1998, 2003, 2008, 2013 и 2018 годах.
Автор более 400 публикаций по проблемам традиционной и книжной культуры славянских народов, этнокультурных контактов в Восточной Европе, фольклора.
Автор ряда статей энциклопедии «Славянские древности (этнолингвистический словарь)».

## Некоторые работы
Хронологический список публикаций приведён в издании «Славянская этнолингвистика: Библиография», избранные статьи — на сайте Института славяноведения.
Книги
- Белова О. В. Славянский бестиарий: Словарь названий и символики. — М.: Индрик, 2001.
- «Народная Библия»: Восточнославянские этиологические легенды. — М.: Индрик, 2004. — 576 с., 32 с. илл.
- Белова О. В. Этнокультурные стереотипы в славянской народной традиции. — М.: Индрик, 2005.
- Бабенко В., Алексеев В., Белова О. Животные. Растения: Мифы и легенды. — М., 2007.
- Белова О. В., Петрухин В. Я. «Еврейский миф» в славянской культуре. — М. : Мосты культуры ; Иерусалим : Гешарим, 2008. — 576 с. — (Библиотека Евроазиатского Еврейского конгресса). — ISBN 978-5-93273-262-8.
- Белова О. В., Петрухин В. Я. Фольклор и книжность: миф и исторические реалии. — М.: Наука, 2008. — 280 с.
- Белова О. В., Кабакова Г. И. У истоков мира: Русские этиологические сказки и легенды. — М.: ИСл РАН; Форум; Неолит, 2014. — 528 с.

Некоторые статьи
- К вопросу об изучении славянского «Физиолога» // Славяноведение. 1995. № 2.
- Этноконфессиональные стереотипы в славянских народных представлениях // Славяноведение. 1997. № 1.
- Отражение этноконфессиональных отношений в славянском фольклоре // Jews and Slavs. Jerusalem; Ljubljana, 1999. Vol. 6.
- Библейские сюжеты в восточнославянских народных легендах // Восточнославянский этнолингвистический сборник: Исследования и материалы. М., 2001.
- Чудо и вера: народные легенды о религиозных праздниках, обрядах и обращении иноверцев // Концепт чуда в славянской и еврейской культурной традиции. М., 2001.
- Демонололические сюжеты в кросскультурном пространстве // Между двумя мирами: представления о демоническом и потустороннем в еврейской и славянской культурной традиции. М., 2002 (соавтор).
- «Другие» и «чужие»: представления об этнических соседях в славянской народной культуре // Признаковое пространство культуры. М., 2002.
- Межкультурный диалог в свете этнолингвистики: материалы из регионов Восточной Славии // Славяноведение. 2002. № 6.
- Паломничество в фольклорной традиции восточных славян // Jews and Slavs. Jerusalem, 2002. Vol. 10.
- Кто есть кто? Происхождение и судьба народов в свете «фольклорной этнологии» // Россия ХХI. 2003. № 4.
- «Народная Библия»: к проблеме взаимодействия устной и книжно-письменной традиции // Литература, культура и фольклор славянских народов: Доклады российской делегации / XIII Международный съезд славистов, Любляна, август 2003 г. М., 2002.
- «Со своим уставом в чужой монастырь»: «наступательная» модель в этноконфессиональном диалоге // Праздник — обряд — ритуал в славянской и еврейской культурной традиции. М., 2004.
- Названия сел Полесья и топонимические нарративы // Вопросы ономастики. 2005. № 2.
- «Наши хаты стуляны булы з жыдамы…»: евреи, славяне и война в восточнославянских фольклорных нарративах // Архив еврейской истории. М., 2005. Т. 2.
- Славяне и евреи: практика и мифология соседства (по материалам полевых исследований в регионах этнокультурных контактов) // Диаспоры. 2005. № 1 (соавтор).
- «Исторический» портрет на фоне фольклорного пейзажа // Россия ХХI. 2006. № 6 (соавтор).
- История в свете «фольклорной» мифологии: от язычества к христианству // Там же. 2006. № 1 (соавтор).
- Религиозные практики евреев глазами славян // Религиозные практики в современной России. М., 2006.
- Славянские «библейские» легенды: вербальный текст в контексте обряда // Славянский и балканский фольклор. М., 2006. Вып. 10. Семантика и прагматика текста.
- Славянские библейские легенды: от книжного источника к фольклорному нарративу // Первый всероссийский конгресс фольклористов: Сборник докладов. М., 2006. Т. 2.
- Библейские легенды в фольклоре славянских и финно-угорских народов // Славянский альманах 2006. М., 2007.
- «Рукописание Адама» в книжной и устной традиции славян. К вопросу о трансформации мотивов // Славянский альманах 2008. М., 2009.
- Интеграционные аспекты еврейско-славянского межкультурного диалога // Этнографическое обозрение. М., 2009. № 6.
- О «нечестивых народах»: эсхатологический и иконографический мотив // Проблеми на изкуството. София, 2010. № 1 (соавтор).
- Антропоцентрические мотивы в восточнославянских этиологических легендах // Антропоцентризм в языке и культуре. М.: Индрик, 2017. С. 171—184.